# سینمای سوررئالیستی

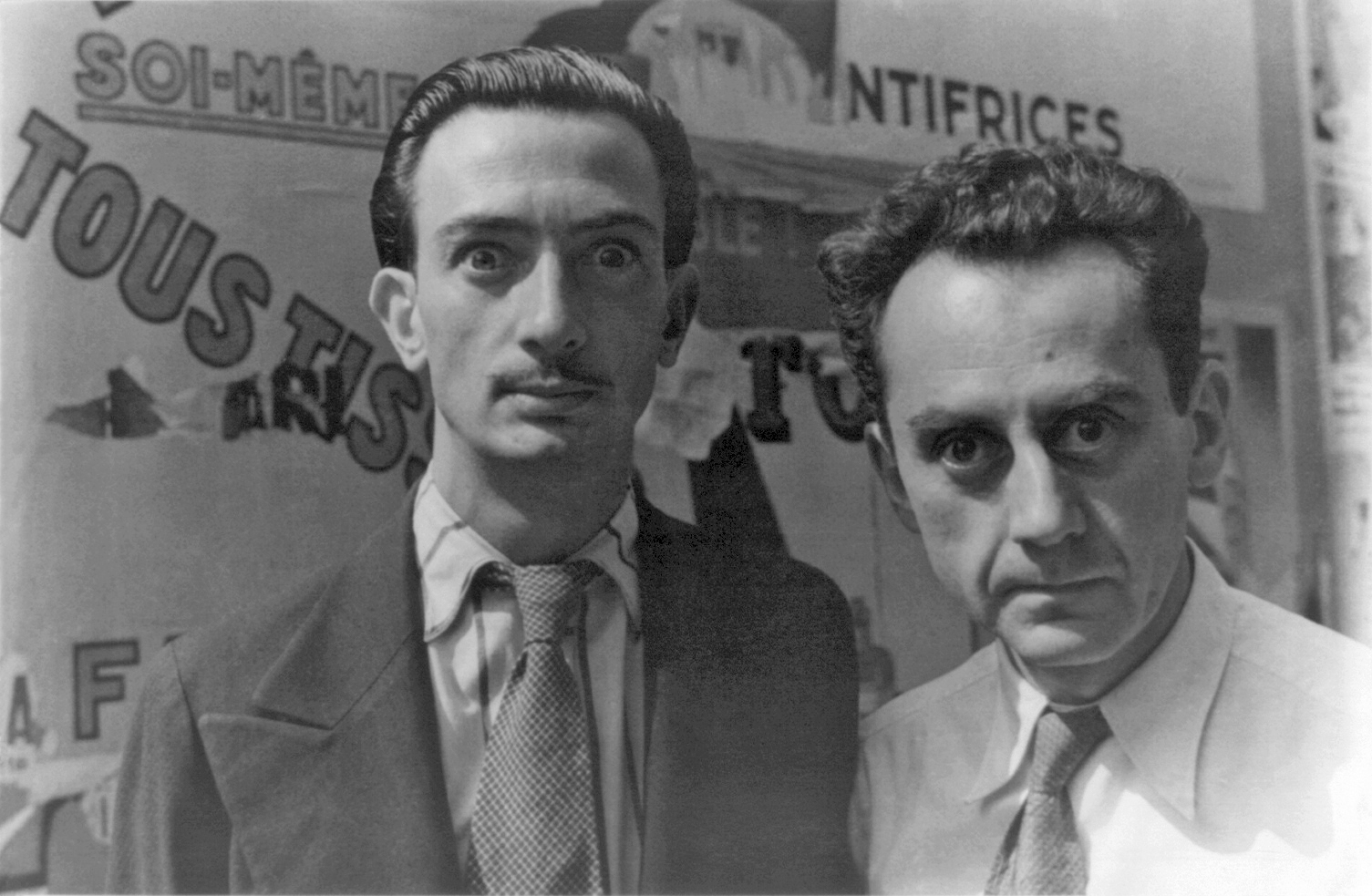
لوییس و سالوادور

سینمای سوررئالیستی (به انگلیسی: Surrealist cinema) رویکردی مدرن در حوزه نظری، نقد و تولید فیلم است که ریشه آن به دهه ۱۹۲۰ در پاریس برمی‌گردد. مانند سینمای دادا، مشخصه‌های ویژه سینمای سورئالیستی، تلفیق، انکار روان‌شناسی دراماتیک و استفاده مکرر از تصاویر تکان‌دهنده است. نخستین فیلم سوررئالیستی صدف و مرد روحانی است که در سال ۱۹۲۷ بر اساس سناریویی از آنتونن آرتو، توسط ژرمن دولاک ساخته شده‌است. از دیگر فیلم‌های شاخص این گونه می‌توان از سگ اندلسی و عصر طلایی ساخته لوییس بونوئل و سالوادور دالی نام برد. بونوئل فیلم‌های زیاد دیگری را با درجات مختلفی از اثر سورئالیستی تولید کرد.

## اصول نظری
مایکل ریچاردسون در کتاب خود سورئالیسم و سینما در سال ۲۰۰۶ چنین استدلال می‌کند که آثار سورئالیستی نه با سبک یا فرم‌شان، بلکه با توجه به نتایج عمل فراواقع‌گرایی در آن‌ها، شناخته و تعریف می‌شوند. وی می‌نویسد: «سورئالیست‌ها در پی برآوردن و خلق برخی عوالم جادویی که فراواقعی شناخته می‌شوند، نیستند. علاقهٔ آن‌ها اغلب و انحصاراً به نقاط اتصال و لولاهای عرصه‌ها و حوزه‌های مختلف «وجود» است. سورئالیسم همیشه در مورد عزیمت است تا رسیدن. یعنی همیشه به دنبال راه‌های خروج از آنچه هست می‌گردد تا یافتن آنچه هست! ریچاردسون به جای ارائه دادن یک زیبایی‌شناسی ثابت، سورئالیسم را چونان نقطهٔ متغیر جذبه و کششِ پیرامون آنچه که فعالیت پیوستهٔ سورئالیست‌ها به دست می‌دهد، تعریف می‌کند.»
سورئالیسم بر اساس تصاویر غیرمنطقی و ذهن ناهشیار ترسیم می‌شود. با این‌حال نباید سورئالیست‌ها را به خطا خیال‌باف یا ناتوان از تفکر منطقی دانست. بلکه بسیاری از سورئالیست‌ها در این زمینه خود را انقلابی معرفی می‌کنند.
به جای ارایهٔ یک زیبایی‌شناسی ثابت، می‌توان سورئالیسم را به عنوان یک شکل هنری همیشه در حال تغییر تعریف کرد.

### بی اطمینانی به تماشاگر
سینمای سوررئالیسم به جای ایجاد اطمینان در مخاطب مبنی بر واقع‌گرایی رویدادها، او را در فضایی از ابهام و تردید قرار می‌دهد. این نوع سینما با بهره‌گیری از عناصر بصری و روایی غیرمعمول، مرز میان واقعیت و رویا را مبهم می‌کند و به مخاطب اجازه می‌دهد تا تعابیر شخصی خود را از فیلم داشته باشد. این بی‎اعتمادی تعمدی به واقعیت، عنصری کلیدی در سینمای سوررئالیسم است و به مخاطب این امکان را می‌دهد تا به لایه‌های پنهان ذهن و ناخودآگاه خود نفوذ کند.
در واقع، سینمای سوررئالیسم به شدت با عناصر انفعالی سینما گره خورده است. زمانی که مخاطب در مواجهه با تصاویر و رویدادهای عجیب و غریب قرار می‌گیرد، به جای اینکه به دنبال یافتن پاسخ‌های منطقی باشد، به درون خود فرو می‌رود و به دنبال یافتن معانی شخصی و نمادین در آن‌ها می‌گردد. این رویکرد انفعالی، به مخاطب اجازه می‌دهد تا به طور فعال در خلق معنا و تفسیر فیلم مشارکت کند.

### ایهام
سوررئالیسم و ایهام، هرچند با هم مرتبط‌اند، اما مفاهیم متمایزی هستند. ایهام به معنای چند معنایی بودن و قابلیت تفسیرهای مختلف از یک عنصر یا عبارت است. در حالی که سوررئالیسم جریانی هنری است که به دنبال خلق آثاری مبهم، رویاگونه و فراواقع‌گرا است.
در سوررئالیسم، ایهام به عنوان ابزاری برای ایجاد فضای مبهم و تحریک تفکر مخاطب به کار می‌رود. اما این به معنای آن نیست که هر اثر مبهم، سوررئالیستی است. بسیاری از آثار هنری دارای لایه‌های معنایی چندگانه هستند، اما لزوماً سوررئالیستی نیستند.
سوررئالیسم به دنبال ایجاد شکافی میان واقعیت و رویا است و با استفاده از عناصر غیرمنطقی و ترکیب‌های عجیب و غریب، مخاطب را به دنیایی فراتر از واقعیت می‌برد. در این دنیا، مرز میان واقعیت و خیال، منطق و احساس، و عقل و شهود محو می‌شود. به همین دلیل، تفسیر آثار سوررئالیستی اغلب دشوار و چندوجهی است.
بنابراین، می‌توان گفت که ایهام یکی از ویژگی‌های آثار سوررئالیستی است، اما سوررئالیسم به معنای ایجاد ایهام صرف نیست. بلکه هدف سوررئالیسم، خلق آثاری است که مخاطب را به تفکر و تعمق وادار کند و او را به دنیایی از معنا و رمز و راز ببرد.

## فیلم‌های سورئالیستی و فیلم‌سازان این سینما
- آنتراکت: ۲۲ دقیقه، صامت، سیاه و سفید و محصول فرانسه. نوشته شده توسط رنه کلر و فرانسیس پیکابیا و به کارگردانی کلر. این فیلم در ۴ دسامبر ۱۹۲۴ منتشر شده‌است.
- روح مولن‌روژ: ۹۰ دقیقه، صامت، سیاه و سفید و محصول فرانسه. نوشته شده توسط رنه کلر و والتر شالی و به کارگردانی کلر. این فیلم در فوریه ۱۹۲۵ در آمریکا و در مارس همان سال در فرانسه منتشر شد.
- صدف و مرد روحانی: ۳۱ دقیقه، صامت، سیاه و سفید و محصول فرانسه. نوشته شده توسط آنتونن آرتو و به کارگردانی ژرمن دولاک. این فیلم در سال ۱۹۲۸ در فرانسه منتشر شده‌است.
- ستاره دریایی: ۲۱ دقیقه، صامت، سیاه و سفید و محصول فرانسه. نوشته شده توسط رابرت نستوس و کارگردانی من ری. این فیلم در سال ۱۹۲۸ منتشر شده‌است.
- سگ اندلسی: ۱۶ دقیقه، صامت، سیاه و سفید و محصول فرانسه. نوشته شده توسط سالوادور دالی و لوئیس بونوئل و به کارگردانی بونوئل. این فیلم در سال ۱۹۲۹ منتشر شده‌است.
- عصر طلایی: ۶۰ دقیقه، مونو، سیاه و سفید و محصول فرانسه، نوشته شده توسط دالی و بونوئل و به کارگردانی بونوئل. این فیلم در سال ۱۹۳۰ منتشر شده‌است.

## فیلم‌های جدیدتر
ژزف کورنل پس از ۱۹۳۰ و در آمریکا فیلم‌های سورئالیستی می‌ساخت. فیلم‌هایی مانند رز هوبارت محصول ۱۹۳۶. آنتونن آرتو، فیلیپ سوپو و روبر دسنوس فیلم‌نامه‌های فیلم‌های بعدی را می‌نگاشتند. سالوادور دالی در ۱۹۴۵ سکانس یک خواب در فیلم طلسم شدهٔ آلفرد هیچکاک را طراحی کرد.
دالی و والت دیزنی در ۱۹۴۶ شروع به کار بر روی فیلمی به نام دستینو (انیمیشنی ۷ دقیقه‌ای) کردند که این پروژه در نهایت در سال ۲۰۰۳ به پایان رسید.
آثار فیلم‌ساز و کارگردان تلویزیونی آمریکایی، دیوید لینچ مانند کله‌پاک‌کن، توئین پیکس، جاده مالهالند و اینلند امپایر، جز سینمای سورئالیستی طبقه‌بندی می‌شوند.